# 阿尔瓦罗·纳达尔
阿尔瓦罗·马里亚·纳达尔·贝尔达（西班牙語：Álvaro María Nadal Belda，1970年1月30日—）是西班牙经济学家，人民党政治人物。自2008年起就任西班牙众议院议员。2016年至2018年担任西班牙能源、旅游与数字议程大臣。

## 生平
1970年1月30日生于马德里。毕业于科米利亚斯主教大学-ICADE商学院。西班牙国家经济和贸易专家高级顾问团成员。2011年至2016年担任西班牙首相府经济事务办公室主任。
2016年在第二次马里亚诺·拉霍伊内阁中出任西班牙能源、旅游与数字议程大臣。
会说英语、法语和德语。